# Sema Kaygusuz
Sema Kaygusuz (Samsun, 19 de agosto de 1972) es una escritora turca galardonada en 2016 con el Premio Yunus Nadi por su novela “La carcajada del bárbaro” (“Barbarın Kahkahas”) 

## Biografía
Su padre era un militar descendiente de una familia aleví de Dersim, como cuenta en su libro “En algún lugar de tu cara” (“Yüzünde Bir Yer”)
Creció en varias localidades del país y estudió comunicación en la Universidad de Gazi de Ankara. Allá también trabajó en la radio y luego se mudó a Estambul, donde reside en la actualidad.
Su novela “La caja de Pandora (“"Pandora'nın Kutusu"”) fue llevada al cine por la directora Yeşim Ustaoğlu.

## Obra
- Ortadan Yarısından, 1997
- Sandık Lekesi, 2000
- Doyma Noktası, 2002
- Esir Sözler Kuyusu, 2004
- Yere Düşen Dualar, 2006
- Yüzünde Bir Yer, 2009
- Karaduygun, 2012
- Sultan ve Şair, 2013
- Barbarın Kahkahası,2015